# Slag der Zilveren Helmen
De Slag der Zilveren Helmen, geleverd op 12 augustus 1914, vond te Halen plaats. De Duitsers hadden bij het begin van de Eerste Wereldoorlog al enkele forten rond Luik veroverd en de Gete werd door de Belgische legerleiding gekozen als natuurlijke verdedigingslijn om de opmars van de Duitsers in noordelijke richting te verhinderen.

## Voorgeschiedenis
Op 11 augustus was de Belgische legerleiding ervan overtuigd dat de Duitsers, die in noordelijke richting optrokken vanuit Sint-Truiden, Borgloon en Hasselt, Diest zouden bedreigen. Generaal de Witte moest met een beperkte legermacht een linie die liep van Drieslinter tot Halen verdedigen (14 km). 's Avonds, tijdens een vergadering in café 'Oud-Cortenaeken' in Kortenaken, overtuigden jongere officieren waaronder Luitenant Raoul Van Overstraeten De Witte om zich te voet te verdedigen omdat de twee Duitse Jagersbataljons ieder over zes Maxim machinegeweren beschikten. In de morgen van 12 augustus ontving het hoofdkwartier van het Belgisch leger in Leuven via telefoon en telegraaf berichten over het groot aantal Duitsers dat in de richting van Halen optrok om daar via de brug de Gete over te steken. Men stuurde de 4e Brigade als versterking naar De Witte.

## Eerste schermutselingen
De karabiniers-wielrijders of cyclisten (ook wel 'Zwarte Duivels' genoemd) van de 3e compagnie openden bij de Getebrug om 8u10 het vuur op een twaalftal ruiters die van Herk-de-Stad richting Halen marcheerden. Van het twaalftal ruiters werden er vier gedood en twee raakten gewond. Ook werd één Duitser gevangengenomen. Het tweehonderdtal Belgen, die intussen over twee Hotchkiss-mitrailleurs beschikten, installeerden hun verdediging rond een (thans verdwenen) brouwerij maar werden, toen de Duitsers artillerie lieten aanrukken, samen met een groot deel van de Halense bevolking verdreven. Pioniers (genietroepen van de fietsinfanterie) dynamiteerden de brug, die maar gedeeltelijk instortte, waardoor een duizendtal Duitsers Halen kon bezetten. Deze gemakkelijke overwinning was er mee de oorzaak van dat de Duitsers later overmoedige cavalerieaanvallen zouden lanceren.

## Opstelling van de Belgische troepen
De Belgische troepen bestonden uit de Cavalerie Divisie en eenheden van de 4e Gemengde Brigade onder leiding van luitenant-generaal de Witte. De Duitse troepen bestonden uit eenheden van het 2e Duitse Ruiterijkorps onder leiding van General der Kavallerie von der Marwitz.
De Belgische generaal Adolf Proost had van de Witte de opdracht gekregen zijn lansiers tussen het bos van Loksbergen en de oostzijde van het dorp op te stellen. Hij was voorzichtig genoeg om eerst het terrein te verkennen en merkte dat het terrein voor hem, richting Halen, zeer onoverzichtelijk was en de Duitsers ongemerkt konden naderen. Hij verkoos zijn lansiers op te stellen bij een boerderij, de IJzerwinning, die het centraal punt van de verdediging werd en waarlangs een weg liep van noord naar zuid. De 2e Gidsen posteerden zich ten noorden van de Rotemse Molen; de 1e Gidsen meer naar het westen, aan de zoom van de nu verdwenen Loksbergse bossen. Vier kanonnen van de bereden artillerie, vlak achter de top van de Mettenberg, bestreken het terrein tot Halen. Ook op de Bokkenberg was er Belgische artillerie aanwezig. De fietsers-karabiniers betrokken posities in Zelk.

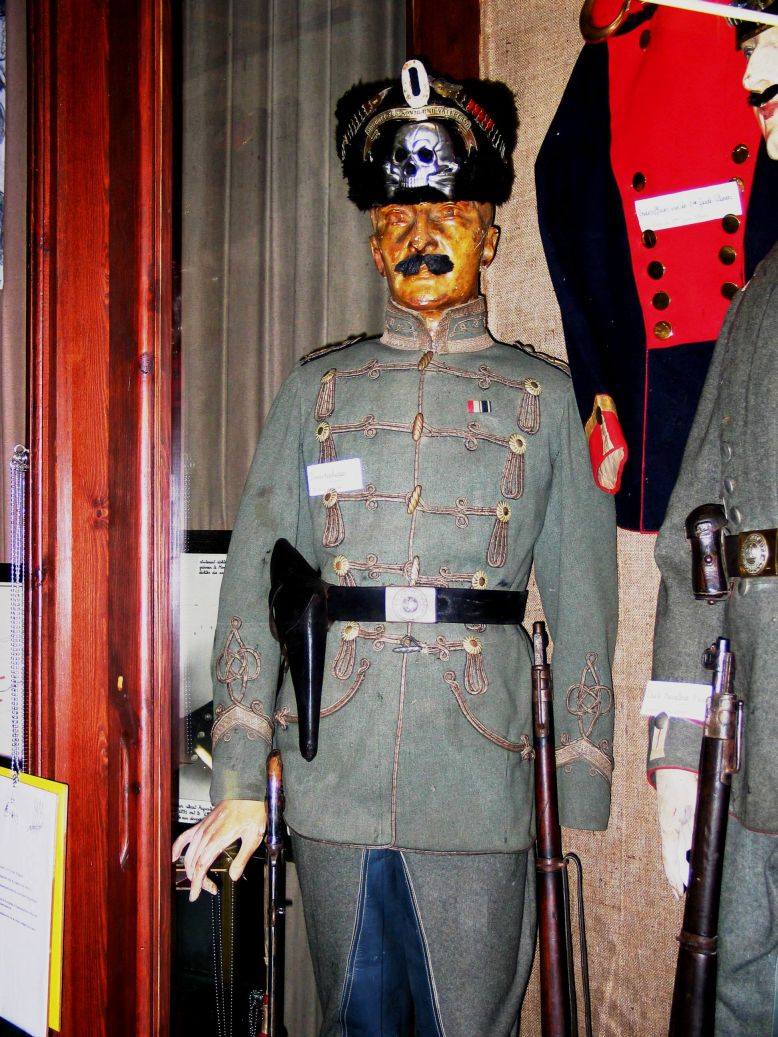
Een doodskophuzaar zoals te zien in het museum

## De aanval
De Duitse cavalerie, overtuigd van haar superioriteit en met een verlangen om nog eens storm te lopen, koos voor een regelrechte cavalerieaanval in de oude stijl, in galop en met getrokken sabel. Toen het 17e en 18e regiment Dragonders Halen binnenreed ontstond er een concentratie van Duitse troepen die plots door de Belgische artillerie onder vuur werd genomen. De eerste Duitse stormlopen wilden met hen afrekenen.
Ondertussen hadden de Cyclisten, die de brug over de Gete in Halen prijsgegeven hadden, plaats genomen op een plateau ten noorden van de IJzerbeek, tussen het vuur van de Duitsers in Halen en de Belgische Lansierskarabijnen rond de IJzerwinning. Ze kregen de tijd niet om zich in te graven en werden aangepakt door infiltrerende Duitse Jagers. Van de Cyclisten sneuvelden er 30 en meer dan 100 raakten gewond.
Tussen 13:00 en 14:00 zette een eskadron van het 17e Dragonders zich vanuit Halen in beweging richting Zelk. Daar werden ze afgeslacht door de Belgen; tien paarden zonder ruiter bereikten de barricade; Rittmeister von Bodecker, de eskadroncommandant, werd gevangengenomen.

## Betekenis
De slag, alhoewel beperkt in omvang, wordt door historici beschouwd als de laatste grote cavaleriecharge met de blanke sabel in West-Europa. Het was een tijdelijk succes voor het Belgisch leger; het moest zich nadien snel terugtrekken op de vesting Antwerpen. Heinz Guderian, een Duits generaal, wijdde er in zijn boek Achtung: Panzer! uit 1937 een heel hoofdstuk aan om aan te tonen dat zelfs de dapperste cavalerieaanval tot mislukken gedoemd is als de vijand zich maar hardnekkig verzet met moderne vuurwapens.
Tijdens de slag sneuvelden 160 Belgen; de Duitse en Belgische cavalerietroepen verloren meer dan 400 paarden. Aan de andere kant sneuvelden 140 Duitsers, 600 raakten gewond en meer dan 200 werden gevangengenomen. 109 Belgische gesneuvelde soldaten liggen begraven op de Belgische militaire begraafplaats van Halen.
De slag was ook de eerste actie waar de Rode Kruisafdeling van Diest, opgericht in 1914 en een van de oudste afdelingen van België, actief was. Meer dan 500 gewonden werden vanop het slagveld afgevoerd naar Diest waar zowel Belgen als Duitsers in aparte zalen de nodige zorgen kregen volgens de Rode Kruisprincipes.
In de Engelstalige literatuur is deze slag bekend als de Slag bij Halen. De benaming "Slag der Zilveren Helmen" gaat terug op het gelijknamige gedicht van August Cuppens, in 1914 pastoor van Loksbergen, en verwijst naar de hoofdbescherming van de Duitse kurassiers die na de slag her en der opgeraapt konden worden. Met deze naamgeving werd ook een link gelegd naar een overwinning van het graafschap Vlaanderen op Frankrijk in 1302, de Guldensporenslag, die historiografisch belangrijk is in de negentiende-eeuwse Belgische bewustwording en de groei van de Vlaamse Beweging die daarop volgde.

## Herinnering

### 44 helmen

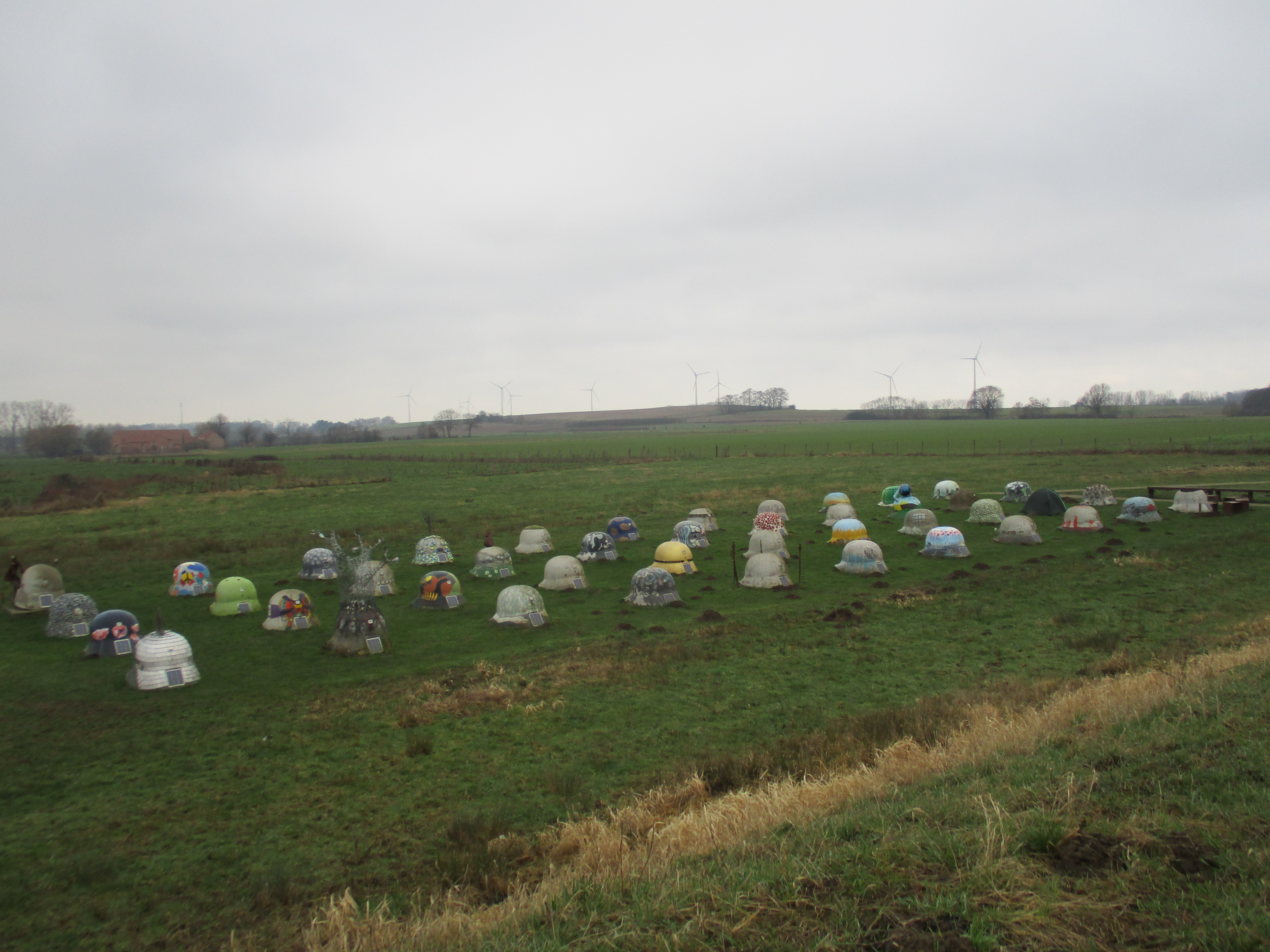
44 helmen die de Duitse bezetting symboliseren in Limburg

Ter herinnering van de 100ste verjaardag van het einde van de Eerste Wereldoorlog werden er 44 betonnen helmen gemaakt en geplaatst op een van de locaties waar de Slag der Zilveren Helmen heeft plaatsgevonden. Elke helm vertegenwoordigt een Limburgse gemeente en is bewerkt door lokale kunstenaars, verenigingen en scholen.

### Museum
In het Halense gehucht Rotem is er een museum ter herinnering aan de slag (privé-initiatief). Het wordt in stand gehouden door kinderen van Jozef Stroobants, de bewoner van de IJzerwinning, die het museum (ongeveer 350 m²) stichtte.

## Galerij

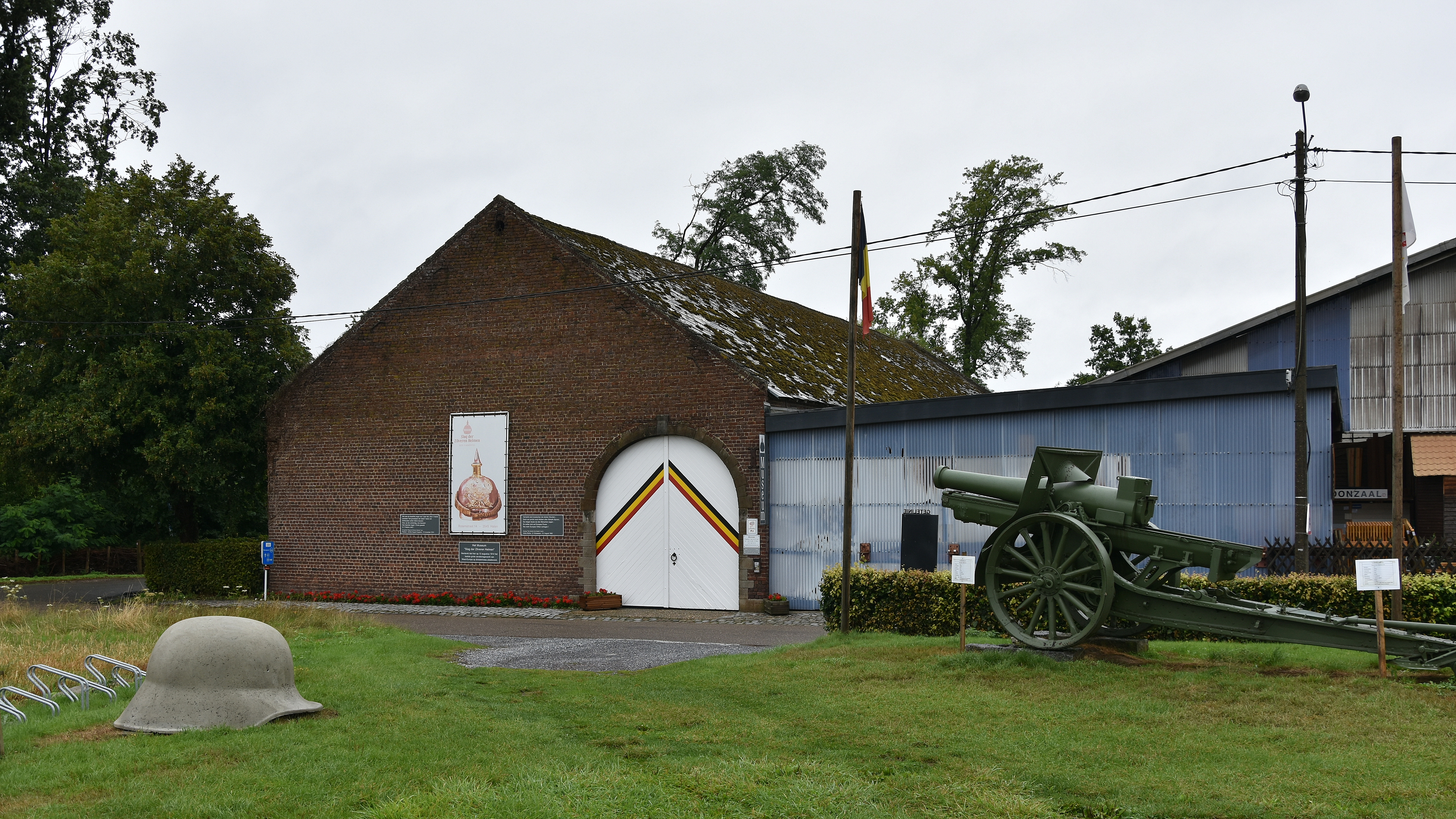
Het museum Slag der Zilveren Helmen
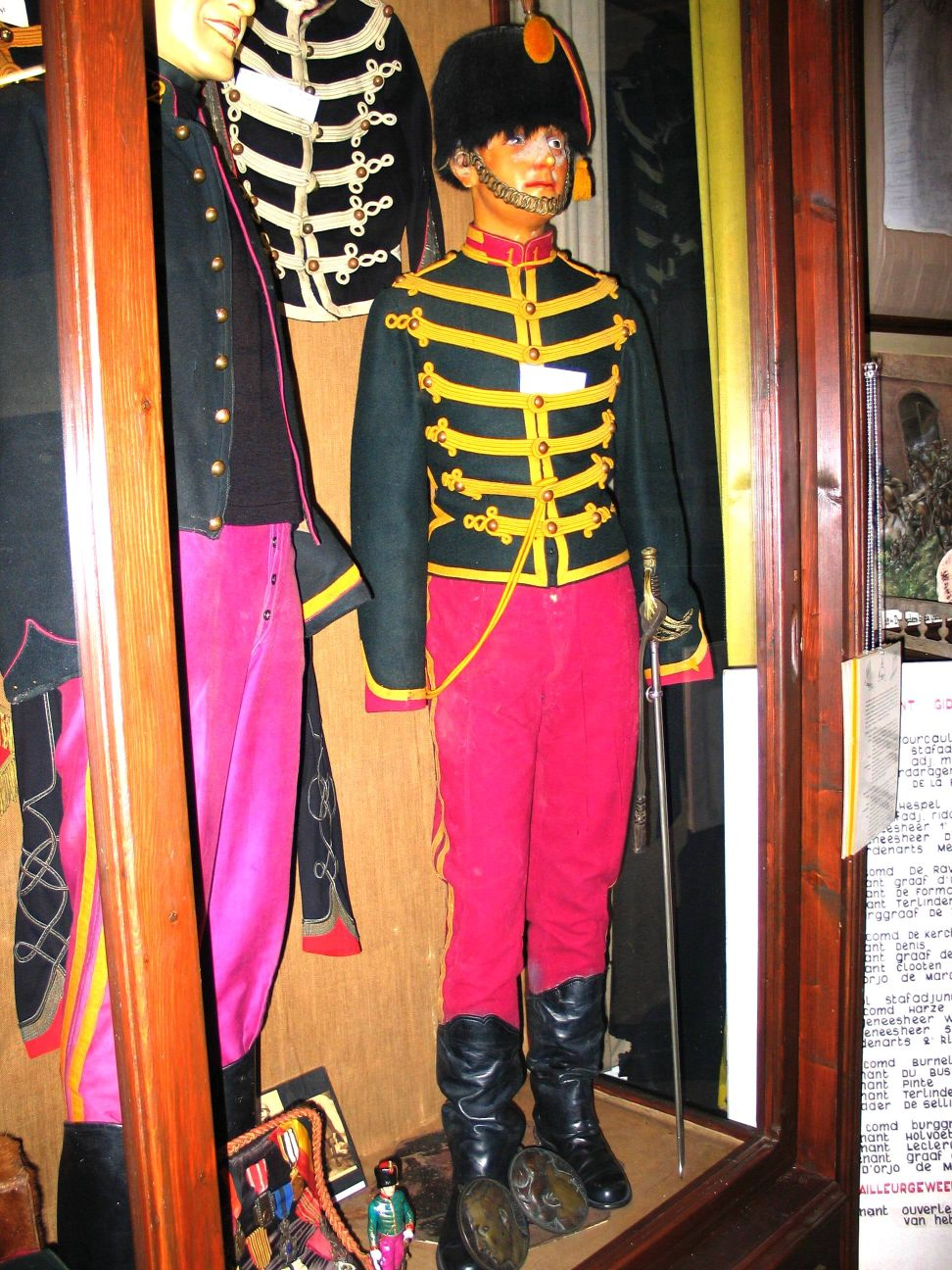
Een Gids van het 1e Regiment
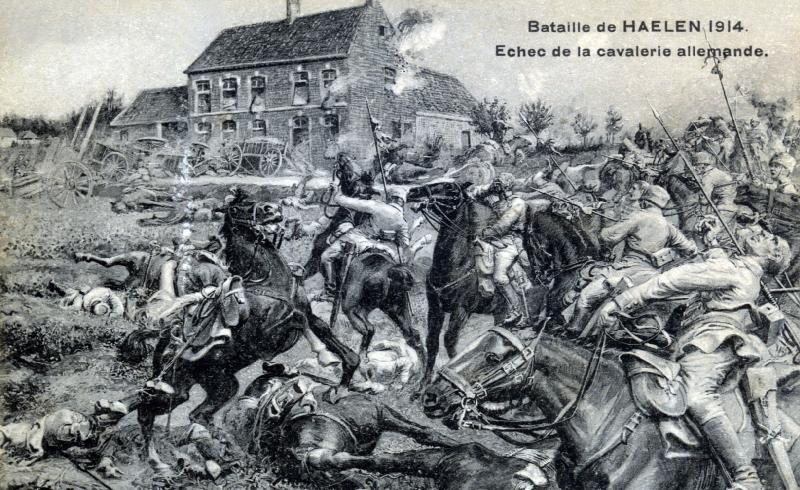
Slag bij Halen
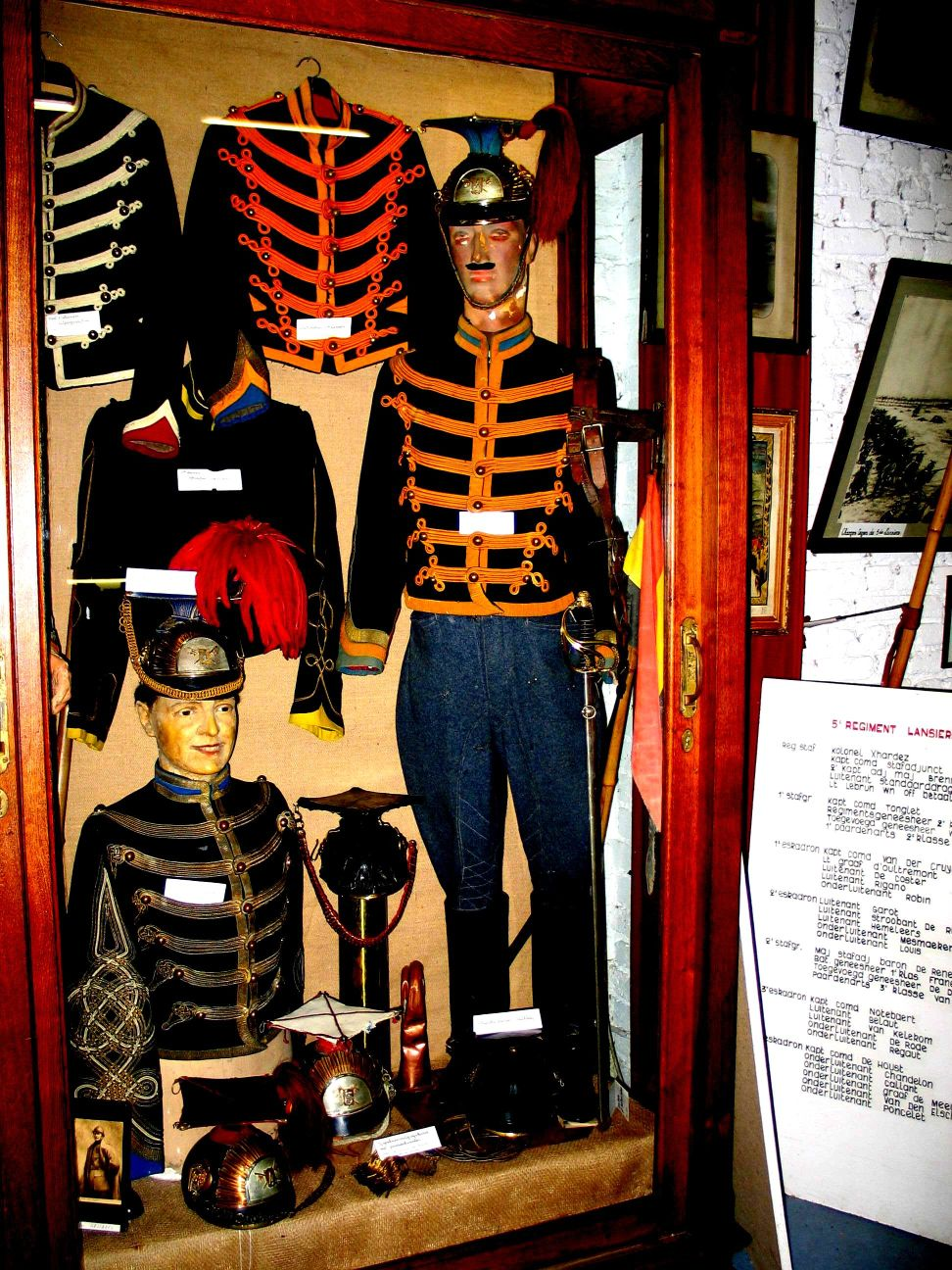
Belgische lansiers
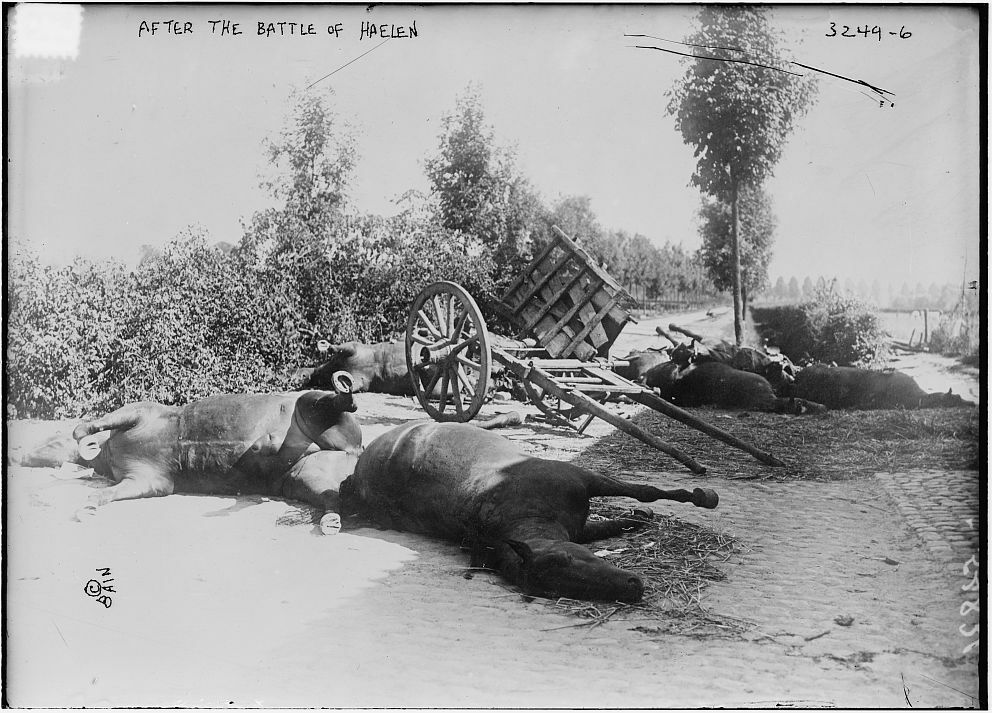
Na de slag